# Nebesa (2009.)
Nebesa (eng. Up) je računalno-animirani film animacijskoga studija Pixar iz 2009. godine. Distributer ovog filma je Walt Disney Pictures i dostupan je u Disneyjevoj 3D tehnici. Premijera Nebesa bila je 29. svibnja 2009. godine u Sjevernoj Americi te je otvorio Filmski festival u Cannesu iste godine što je bilo prvi put u povijesti da neki animirani film otvora Cannes.
Redatelj filma je Pete Docter koji je i režirao Čudovišta iz ormara. Glasove su posudili u originalnoj verziji Edward Asner, Christopher Plummer, Bob Peterson i Jordan Nagai. To je ukupno deseti Pixarov film i prvi koji je prikazan u Disney Digital 3D-u. Uz Nebesa u kinima se prikazivao i kratki film Partly Cloudy.
Radnja filma vrti se oko starca Carla Fredricksena i dječaka izviđača imena Ratko koji će zajedno doletjeti do Južne Amerike u kući koja leti uz pomoć balona. Film je zaradio više od 723 milijuna dolara diljem svijeta, što ga čini drugim Pixarovim filmom po zaradi nakon Potrage za Nemom.
Nebesa je osvojio Zlatni globus za najbolji animirani film i najbolju originalnu pjesmu. Film je zatim pet puta nominiran za Oscara, uključujući i nominaciju za najbolji film što je tek drugi put u povijesti da animirani film dobiva ovu vrstu nominacije (to je uspjelo još animiranom filmu Ljepotica i zvijer). Na kraju je bio nagrađen s dva Oscara: za najbolji animirani film i najbolju originalnu glazbu.

## Glasovi
| Uloge                       | Izvorna inačica     | Hrvatska inačica |
| --------------------------- | ------------------- | ---------------- |
| Karl Fredriksen             | Edward Asner        | Pero Juričić     |
| Čarls Manz                  | Christopher Plummer | Ivica Vidović    |
| Ratko                       | Jordan Nagai        | Kora Konjević    |
| Dado                        | Bob Peterson        | Ronald Žlabur    |
| Beta                        | Delroy Lindo        | Zlatko Burić     |
| Gama                        | Jerome Ranft        | Robert Ugrina    |
| Alfa                        | Bob Peterson        | Dušan Bućan      |
| predradnik Tom              | John Ratzenberger   | Ljubomir Kerekeš |
| spiker u filmskim novostima | David Kaye          | Ljubo Jelčić     |
| mlada Eli                   | Elie Docter         | Neva Kosić       |
| mladi Karl                  | Jeremy Leary        | Marin Grbin      |
| policajka Idit              | Mickie McGowan      | Mirela Brekalo   |
| bauštelac Stipe             | Danny Mann          | Davor Svedružić  |
| medicinski tehničar Žorž    | Donald Fullilove    | Janko Rakoš      |
| medicinski tehničar Ejdžej  | Jess Harnell        | Ivica Zadro      |
| izviđački vođa              | Pete Docter         | Davor Svedružić  |

Tehnička obrada hrvatske verzije
| Redateljica i prijevod                 | Anja Maksić Japundžić                       |
| Sinkronizacija i tonska obrada pjesama | Livada produkcija                           |
| Mix studio                             | Shepperton International                    |
| Kreativni supervizor                   | Mariusz Arno Jaworowski                     |
| Proizvodnja                            | Disney Character Voices International, Inc. |

## Unutarnje poveznice
- Pixar

## Vanjske poveznice
- Nebesa - službene stranice (engl.)
- Nebesa u internetskoj bazi filmova IMDb-a
- Nebesa na Box Office Mojo (engl.)
- Nebesa na Rotten Tomatoes (engl.)